# 叶建农
叶建农（1947年8月—），男，汉族，浙江建德人，中华人民共和国政治人物、全国政协委员，中国农工民主党党员。

## 生平
叶建农曾担任农工党中央常委、上海市委副主委、华东师范大学校务委员会委员。2008年，当选第十一届全国政协委员，代表中国农工民主党，分入第十组。